# Breath of Fire II
Breath of Fire II, in Giappone Breath of Fire II: Shimei no Ko (ブレス オブ ファイアII 使命の子?, Buresu obu Faia II: Shimei no Ko, lett. "Breath of Fire II: Il bambino predestinato"), è un gioco di ruolo alla giapponese sviluppato e distribuito dalla Capcom nel 1994, licenziato dalla Laguna per la distribuzione Europea nel 1996.
Secondo titolo della serie Breath of Fire, convertito poi per Game Boy Advance e distribuito mondialmente, per il rilascio sulla Virtual Console del Wii ha ricevuto una valutazione dall'ESRB  ed erroneamente gli fu attribuita l'uscita il 27 luglio 2007, sebbene fu distribuito online due settimane dopo, il 10 agosto 2007 in Giappone e il 27 agosto nel 2007.
Breath of Fire II è seguito diretto di Breath of Fire, ambientato 500 anni dopo gli eventi del primo titolo, e centra la storia sull'orfano Ryu Bateson, la cui famiglia è scomparsa misteriosamente tempo prima e, dopo una falsa accusa a danno di un amico, comincia la propria avventura.

## Trama

### Personaggi
I personaggi di Breath of Fire II dell'artista Taksuya Yoshikawa della Capcom, già occupato con l'artwork design del precedente titolo, sono nove e unici in aspetto, personalità e abilità combattive e di supporto.

### Storia
Breath of Fire II è ambientato cinquecento anni dopo gli eventi del prequel e vede il protagonista, Ryu, un giovane dotato di poteri a lui ignoti, vendicarsi di un demone, uccisore della propria famiglia e villaggio.

## Modalità di gioco
Breath of Fire II è un classico JRPG bidimensionale con ambientazione e personaggi bidimensionali, con visuale dall'alto, quattro direzioni di movimento, interazione con i personaggi secondari e combattimenti casuali.
Il menù di gioco è stato ridisegnato ed ora è completamente a testo, invece che a icone come in Breath of Fire, così come il nuovo "Monster Meter", con il quale si è a conoscenza della probabilità di incontro casuale con un nemico.
Durante l'avventura si incontrano mostri sempre più potenti e nuovi personaggi con nuove abilità, intercambiabili tra loro - eccetto in alcune zone - ma presentabili solo in tre durante i combattimenti - protagonista escluso. Ogni personaggio dispone di una tecnica speciale al di fuori delle battaglie casuali, con cui distruggere ostacoli. Breath of Fire II permette al giocatore di costruirsi l'accampamento personalizzato, allestibile con accessori e costruzioni vari ed abitabile dai propri personaggi.. Ogni personaggio può abitare in costruzioni di stile differente in base a quale dei tre architetti disponibili si utilizza e non mancano sei personaggi bonus, gli "Sciamani", fondibili con i propri personaggi per garantire loro nuove abilità durante il combattimento.
Il combattimento in Breath of Fire II è a turni, ad agire prima è il personaggio più veloce, è possibile applicare diverse formazioni di combattimento per garantire vari bonus a personaggi collocati in posizioni particolari, vincendo le battaglie si ottengono soldi, oggetti e raramente equipaggiamenti. Acquisendo esperienza si aumenta di livello e il personaggio interessato potrebbe imparare una tecnica. Ogni personaggio dispone di hit point e se ridotti a zero il gioco finisce. La rom interna alla cartuccia funge da memoria di salvataggio.

## Sviluppo
Breath of Fire II fu sviluppato dagli stessi programmatori di Capcom responsabili del titolo precedente, incluso il produttore Tokuro Fujiwara e il capo disegnatore Yoshinori Kawano. Il design dei personaggi del prequel furono ideati da Keiji Inafune, mentre quelli di Breath of Fire II interamente da Taksuya Yoshikawa, impegnato solo nelle immagini promozionali del primo titolo.
Square Soft licenziò il primo titolo in Nord America, mentre questo Breath of Fire II è stato licenziato dalla Capcom Usa nel 1995,  un anno dopo la distribuzione nel mercato giapponese e come primo titolo della serie in Europa, nell'Aprile del 1996.
Tre giorni prima della conversione per Game Boy Advance dell'originale Breath or Fire, nel luglio 2001, Capcom annunciò la conversione di Breath of Fire II  per la console portatile, da datarsi entro la fine del 2002. Come il predecessore, la veste grafica e l'interfaccia è stata migliorata nettamente, rassomigliando al più moderno Breath of Fire IV. Nuove caratteristiche sono la corsa, attivabile tenendo premuto un bottone, e la condivisione di oggetti tra due giocatori che dispongono del cavo di collegamento per due GameBoy Advance. Per celebrare l'anniversario della serie, la Capcom indisse un torneo grafico: chi avrebbe inviato la migliore immagine amatoriale del proprio personaggio preferito di uno dei primi due titoli della serie, avrebbe visto il proprio nome accanto a quello degli sviluppatori originali.

### Audio
La colonna sonora dell'originale Breath of Fire fu composta da quattro membri dell'Alph Lyla per la Capcom, mentre quella per Breath of Fire II interamente dal novizio Yuko Takehara. Nel gennaio 1995, Breath of Fire II: Shimei no Ko Original Soundtrack fu distribuita nel mercato giapponese dalla Sony Records e presentava ventotto dei brani originali del titolo. Solo nel 2006 s'è distribuita la colonna sonora completa, intitolata Breath of Fire Original Soundtrack Special Box, inclusiva di tutti i brani della serie - dal primo al quinto titolo. Capcom assunse il cantante J-pop Mio Watanabe  per promuovere il gioco con una canzone intitolata Owaranai Ai (終わらない愛, lit. "Amore eterno"), distribuita come brano singolo nel 1994 dalla Alfa Records.

## Accoglienza
Breath of Fire II per PlayStation è stato il settimo gioco più venduto al tempo con 89,700 copie. Alla fine del 1995, vendette 350 000 copie all'incirca. Il gioco fu abbastanza popolare da essere convertito per Nintendo Power a prezzo ridotto, nel settembre del 1997, su flash card.
I Nord America il titolo è stato ben accorto e la Nintendo Power lo valuta centosettantaseiesimo nella classifica dei 200 giochi migliori per le console Nintendo, giusto dieci posizioni abbasso rispetto al primo. Breath of Fire. Breath of Fire II detiene una media di 79% su GameRankings.

### Versione migliorata
Weekly Famitsu valutò la revisione per GBA con un 29/40. GameSpot si compiacque per la possibilità di salvare ovunque e la nuova interfaccia, stilisticamente migliore, ma criticò la blandezza dei brani musicali, riciclati e di qualità inferiore, a causa della bassa prestanza del chip audio della console". IGN considerò il gioco assai migliore della conversione precedente, sebbene si distacchi solo un minimo dal canone originario, inoltre sgradì la qualità della conversione, considerata "irrisoria" se paragonata ad una di maggiore qualità come quella di Golden Sun della Camelot. GamePro Magazine diede un voto perfetto al gioco, criticandone solo la bassa difficoltà e considerandolo un perfetto passatempo". Successivamente il videogioco fu nominato per il "Miglior Conversione di un gioco per una console portatile nel 2002". Su GameRankins, la versione GBA detiene una media del 75% e su Metacritic dell'81%.
Breath of Fire II per Virtual Console nel 2007 è stato mal visto dai recensori, considerato un passo indietro rispetto ai predecessori e definito macchinoso e ripetitivo. IGN ha definito la conversione "discreta tutt'al più, e non raggiunge certo i livelli qualitativi di titoli come Final Fantasy VI o Chrono Trigger".
|NP_SNES = 3.8 / 5 Eurogamer criticò l'eccesso di incontri casuali nel gioco, comunque considerandolo "Un classico da provare".